# Нурбагандов, Нурбаганд Магомедович
Нурбаганд Магомедович Нурбагандов (род. 19 марта 1957, с. Урахи, Сергокалинский район, ДАССР, РСФСР, СССР) — российский политик. Депутат Государственной Думы Российской Федерации.
Из-за вторжения России на Украину, находится под международными санкциями Евросоюза, США, Великобритании и ряда других стран

## Биография
Родился 19 марта 1957 г., уроженец села Урахи Сергокалинского района Республики Дагестан. По национальности — даргинец.
Отец, Магомед Нурбагандов (1931—2016) — Заслуженный учитель Дагестанской АССР, уроженец с. Урахи.
После окончания средней школы, закончил физико-математический факультет ДГПИ.
Трудовую деятельность начал учителем математики Кадиркентской восьмилетней школы.
Далее, закончил экономический факультет Дагестанского сельскохозяйственного института.
С 1985 по 1991 гг. работал на разных должностях в Сергокалинском РК КПСС.
Работал начальником, заместителем начальника управления налоговой инспекции Сергокалинского района.
С 2008 по 2015 гг. — Директор Сергокалинского филиала Россельхозбанка.
Указом Государственного Совета РД присвоено почётное звание: «Заслуженный экономист Республики Дагестан».
С 2017 по 2021 гг. — Директор Сергокалинской СОШ № 2 им Героя России Магомеда Нурбагандова.
Член Общественного Совета Главного управления МВД России по СКФО.
В 2021 году избран Депутатом Государственной Думы РФ VIII созыва от Республики Дагестан. Заместитель Председателя Комитета Государственной Думы РФ по просвещению.
Член Генерального совета партии "Единая Россия"

## Санкции
23 февраля 2022 года, на фоне вторжения России на Украину, включён в санкционный список Евросоюза, так как «поддерживал и проводил действия и политику, которые подрывают территориальную целостность, суверенитет и независимость Украины, которые еще больше дестабилизируют Украину».
24 февраля 2022 года включён в санкционный список Канады «близких соратников режима» за голосование о признании независимости «так называемых республик в Донецке и Луганске». 24 марта 2022 года, на фоне вторжения России на Украину, включён в санкционный список США за «соучастие в войне Путина» и «поддержку усилий Кремля по вторжению в Украину», Госдеп США заявил что депутаты Госдумы используют свои полномочия для преследования инакомыслящих и политических оппонентов, нарушают свободу информации, ограничивают права человека и основные свободы граждан России.
Позднее, по аналогичным основаниям, включён в санкционные списки Великобритании, Швейцарии, Австралии, Японии, Украины и Новой Зеландии.

## Семья и дети
Сын - Герой России Магомед Нурбагандов, дочери - Ирина и Аминат.
Супруга, Кумсият Нурбагандова — Заслуженный врач Республики Дагестан, врач-терапевт и УЗИ Сергокалинской ЦРБ.
В 2016 г. был принят в Кремле Президентом РФ В. В. Путиным, где Президент сообщил о присвоении звания Героя Российской Федерации сыну, лейтенанту полиции Магомеду Нурбагандову.
9 июля 2016 года Магомед с родственниками отдыхал в лесу недалеко от села Сергокала. Утром к их палатке подошли пять вооружённых человек и в грубой форме стали будить отдыхающих. После короткой словесной перепалки был застрелен двоюродный брат Магомеда Абдурашид Нурбагандов (Указом Президента РФ посмертно награждён орденом Мужества).
Указом президента Российской Федерации № 486 от 21 сентября 2016 года Магомед Нурбагандов был посмертно удостоен звания Героя Российской Федерации за мужество и героизм, проявленные при исполнении служебного долга.
Президент Владимир Путин на встрече с родителями полицейского назвал его «настоящим героем, настоящим мужчиной, который под угрозой смерти остался верен присяге, долгу и своему народу».

## Награды и звания

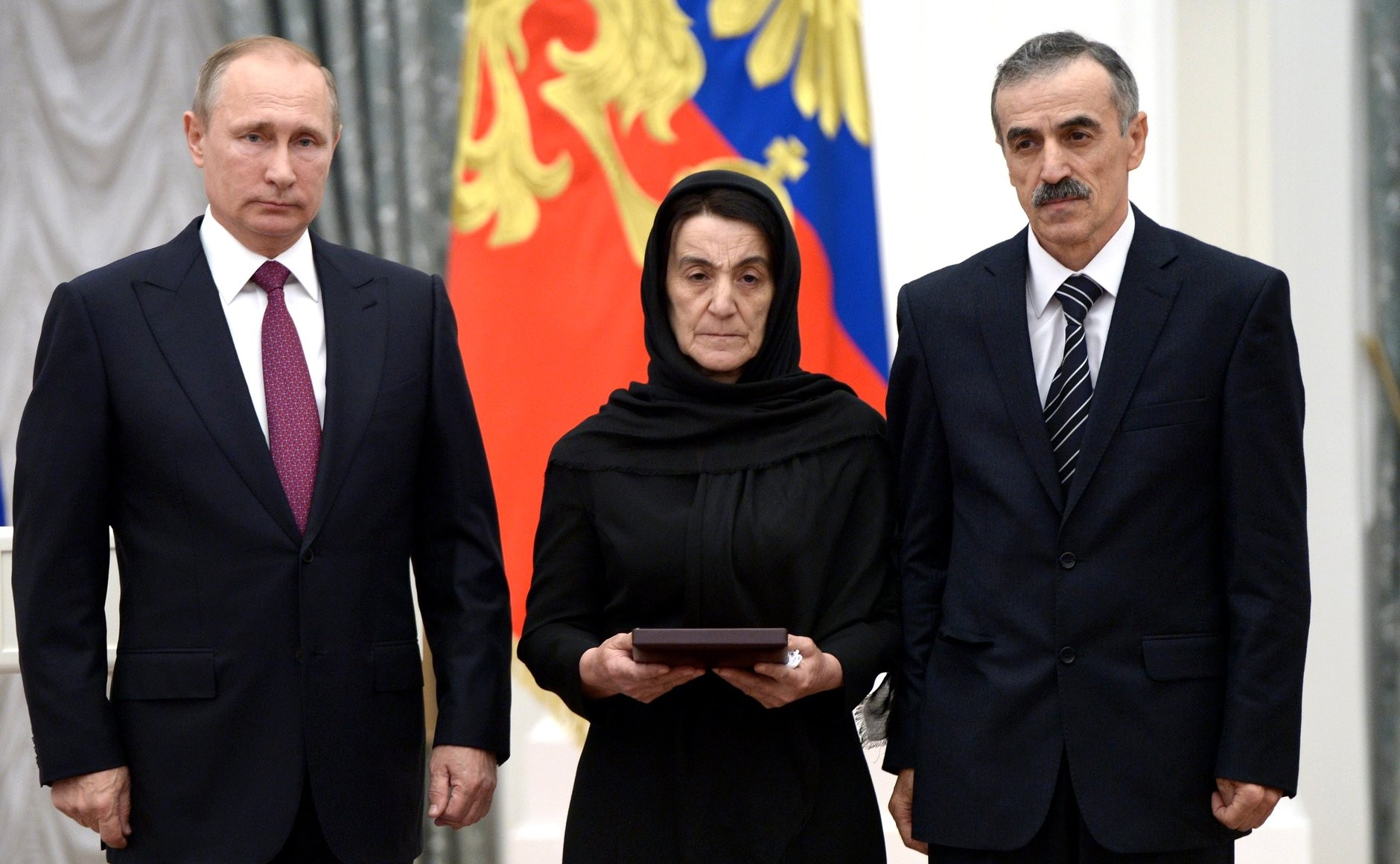
На приёме в Кремле с Президентом Российской Федерации Владимиром Путиным

- Заслуженный экономист Республики Дагестан
- Благодарственное письмо Председателя Госдумы ФС РФ
- Общественные и ведомственные медали
- Премия МВД России «Работайте, братья»